# Malchas Assatiani
Malchas Assatiani (georgisch მალხაზ ასათიანი; * 4. August 1981 in Kutaissi, Georgische SSR) ist ein georgischer Fußballspieler. Er spielt auf der Position eines defensiven Mittelfeldspielers oder eines Innenverteidigers und war zuletzt bei Lokomotive Moskau unter Vertrag.

## Verein
Assatiani begann seine Karriere im Jahr 1999 in seiner Geburtsstadt beim Torpedo Kutaissi, mit dem er zwischen 2000 und 2002 dreimal hintereinander die georgische Meisterschaft gewann. 2003, nach vier Jahren beim Torpedo Kutaissi, wechselte er zum Moskauer Verein Lokomotive Moskau. Mit Lokomotive gewann er 2004 die russische Meisterschaft, 2005 sowohl den russischen Supercup als auch den GUS-Pokal sowie 2007 den russischen Pokal. Im August 2008 wurde er für eine Saison an Dynamo Kiew ausgeliehen. Im Dezember 2010 gab er bekannt, zur nächsten Saison den Verein verlassen zu wollen.

## Nationalmannschaft
Assatiani feierte im Jahr 2003 sein Debüt in der Nationalmannschaft. Obwohl ihm einige wichtige Tore während der Qualifikation zur Fußball-Weltmeisterschaft 2006 gelangen, konnte sich Georgien jedoch nicht qualifizieren. Bis heute kam er bei 42 Länderspielen für Georgien zum Einsatz, wobei er vier Tore erzielte.

## Erfolge
- Ukrainische Meisterschaft: 2009
- GUS-Pokal: 2005
- Russische Meisterschaft: 2004
- Russischer Pokal: 2007
- Russischer Superpokal: 2005
- Georgische Meisterschaft: 2000, 2001, 2002
- Georgischer Pokal: 1999, 2001